# Casiano Delvalle
Casiano Delvalle (sinh ngày 13 tháng 8 năm 1970) là một cầu thủ bóng đá người Paraguay.
Trong suốt sự nghiệp của mình, Delvalle đã chơi cho một số đội của Paraguay và châu Á, đặc biệt là Trung Quốc và Nhật Bản. Delvalle đã được gọi cho đội tuyển bóng đá quốc gia Paraguay năm 1995 để tham gia một số trận đấu mà hầu hết là đá giao hữu.
Điểm nổi bật trong sự nghiệp là Delvalle đã đoạt giải Giày vàng của Hiệp hội bóng đá Trung Quốc năm 2000 và là cầu thủ ghi bàn nhiều nhất mùa giải hạng hai ở Paraguay năm 2005 khi chơi cho câu lạc bộ Club Sport Colombia.

## Thống kê sự nghiệp
| Đội tuyển bóng đá Paraguay | Đội tuyển bóng đá Paraguay | Đội tuyển bóng đá Paraguay |
| Năm                        | Trận                       | Bàn                        |
| -------------------------- | -------------------------- | -------------------------- |
| 1995                       | 3                          | 0                          |
| Tổng cộng                  | 3                          | 0                          |